# Cité royale de Loches
La Cité royale de Loches est la réunion des monuments phares de la cité historique de Loches, le donjon et le logis royal, dans le département français d'Indre-et-Loire en région Centre-Val de Loire.
Ils sont gérés par le conseil départemental d'Indre-et-Loire. Font également partie de cet ensemble, la collégiale Saint-Ours et le Musée Lansyer, tous deux gérés par la commune de Loches.
Le donjon de Loches est un château fort, avec des constructions depuis la première moitié du XIe siècle, jusqu'au XVe siècle. La place forte fut transformée en prison royale par Louis XI. Foulques Nerra y élève la tour maîtresse à partir de 1013, et les fortifications vont se multiplier au cours des siècles suivants.
Au titre des monuments historiques ; le château fait l'objet d'un classement par la liste de 1862 ; la porte de l'enceinte du château fait l'objet d'un classement par arrêté du 12 juillet 1886 ; l'ancien logis royal fait l'objet d'un classement par liste de 1889 ; la partie d'enceinte 
Nord-Ouest dominant la rue des Fossés-Saint-Ours et reliant la porte 
principale du château à la base du logis royal au Nord fait l'objet d'une inscription par arrêté du 8 août 1962
Le logis royal de Loches est un château, de la fin du Moyen-Âge, bâti sur la pointe nord de l’éperon rocheux dominant la vallée de l’Indre, à près de 300 mètres du donjon. Le logis royal est l’une des résidences favorites des Valois à la fin de la guerre de Cent Ans.
Charles VII réside dans le premier corps de logis, construit vers 1370/1380 par Louis Ier d'Anjou. Charles VIII et Louis XII le prolongent d’un deuxième bâtiment de style gothique flamboyant. Trois femmes illustres ont marqué l’histoire du logis royal : Jeanne d’Arc, Agnès Sorel, favorite de Charles VII, et Anne de Bretagne. François Ier est le dernier roi à y séjourner régulièrement.

## Loches, ville du haut Moyen Âge

### Origines
Même si des traces de l'occupation romaine sont attestées dans les environs de Loches, il n'existe aucun vestige antérieur à la tour maîtresse du XIe siècle. La première trace d'un château sur l'emplacement actuel est signalée par Ursus de Cahors en 491, qui évoque un castrum, il s'agissait vraisemblablement d'un camp fortifié comportant un donjon en bois.
Saint Ours fit construire un moulin près du monastère et y vécut jusqu'à sa mort en 508.
En 742, la place est prise par les forces de Pépin et Carloman, qui répriment la révolte de Hunald, duc d'Aquitaine. Le château est alors complètement rasé.

### Période angevine
Lorsque Louis le Bègue, fils de Charles le Chauve, fit de Tours une préfecture royale, il en nomma Ingelger préfet. En reconnaissance de ses services, il lui donne une partie du comté d'Anjou et lui fait épouser la fille du comte de Gatinais. Leur fils Foulques le Roux épousera Roscille de Loches qui lui apportera la forteresse de Loches. C'est ainsi que naîtra la puissante famille des comtes d'Anjou.
Le donjon fut réalisé par Foulques Nerra, quatrième comte d'Anjou. Une analyse dendrochronologique réalisée sur des restes de poutres situe la construction entre 1013 et 1035.
Au XIIe siècle, Henri II Plantagenêt fait ériger les magnifiques remparts et les douves qui entourent la ville haute, les chefs-d’œuvre de cette époque toujours visibles actuellement, sur près de 2 kilomètres.
Donné à Philippe-Auguste par Jean Sans Terre, en 1193, Il est repris par Richard Cœur de Lion l'année suivante, lors d'un siège de trois heures, selon une légende.
La ville acquiert le statut de ville royale en 1249, lorsque Saint-Louis la rachète à la Seigneurie de Châtillon-sur-Indre.

### Prison royale
Le donjon est repris à Jean sans Terre par Philippe II de France en 1205. À cette date, Loches intègre le domaine royal, et le château ne connaitra plus d'affrontement militaire majeur. Il est utilisé comme prison à partir du XVe siècle par Louis XI  et ce, jusqu'en 1926.
Durant la révolution américaine, la France finança et se battit avec les Américains contre l'Angleterre et Louis XVI utilisa le château de Loches comme prison pour les Anglais capturés.
Durant la Révolution française, le château fut pillé et sévèrement endommagé. Des restaurations majeures commencèrent en 1806 mais encore aujourd'hui certaines parties sont encore en ruines.

## Le donjon
La terminologie du mot donjon est assez variable en France. Pour beaucoup, le donjon peut être, soit l'ensemble fortifié muni d'une tour, soit la tour maîtresse elle-même. Il désigne quoi qu'il en soit une forteresse médiévale. Ici, nous qualifions de donjon l'ensemble fortifié, à distinguer de la Cité et du logis royal.

### Description
Le donjon est un ensemble fortifié situé à l'extrémité sud de la cité haute qui domine la ville basse de Loches. Il est constitué de différents édifices construits entre le Xe siècle et le XVe siècle.
À l'ouest la porte Royale est l'unique entrée de la cité. Elle date du XIIIe siècle, mais remaniée au XVe siècle avec notamment l'ajout d'une terrasse à canon.

### Les tours
Le donjon, bâti dans le premier tiers du XIe siècle ce qui en fait l'un des plus anciens donjons de pierre, domine l'ensemble. Il est composé d'une « tour maîtresse » et d'un « petit donjon »:
- la « Tour maîtresse »

Haute de quatre étages sur rez-de-chaussée, elle mesure 36 mètres de haut, sa surface au sol est de 25,2 × 13,7 mètres. Au rez-de-chaussée, on trouve un puits et deux fours. La grande salle, ou aula, occupe le premier niveau, la chambre, ou camera, le second et le troisième est affecté à la défense ; sergents, stocks d'armes et de projectiles.
- le « petit donjon »

Situé du côté nord, il compte trois étages sur rez-de-chaussée et mesure 13,2 × 9,1 mètres. Ses murs épais renforcés par des contreforts cylindriques en faisaient
une forteresse imprenable pour l'époque. Au niveau de la camera se trouve dans ce petit donjon, la capella, dédiée à saint Salboeuf.
La « tour carrée » comportait auparavant un toit et un chemin de 
ronde extérieur. Les planchers ont disparu, des structures métalliques 
permettent le passage des visiteurs.

### Tour ronde
La Tour ronde, ou « Tour Louis XI », haute de 25 mètres, date du XVe siècle. Les progrès de l'artillerie, à la fin du Moyen Âge, ont rendu caduque l'architecture du donjon ; celui-ci n'était pas adapté pour accueillir des canons. Les dernières recherches portent à croire qu'elle serait en fait construite par Charles VII.
Elle comporte trois étages reliés par un escalier en vis, les salles des étages servaient de cellules, et comportent de nombreux graffitis et sculptures réalisés par des prisonniers dans la pierre calcaire. Au rez-de-chaussée se trouve la « salle de la Torture » ; cette salle contient une barre de fer équipée d'anneaux, qui servait à entraver des détenus. La terrasse est aménagée pour le déploiement de canons.
L'accès à la tour se fait par le « logis du gouverneur », une bâtisse du XIVe siècle. En 2013, ce bâtiment abrite le hall d'entrée pour la visite du donjon.
La tour ronde s'est à moitié écroulée en juillet 1814, elle a été restaurée par la suite.

### Le Martelet
Cette tour a la particularité de ne pas être « en hauteur ». En effet, il faut descendre ses 4 niveaux pour la visiter. Elle fut construite au XVe siècle et est haute de 27 mètres, à cheval sur le fossé.
Dans ces quatre niveaux, des cachots sont aménagés. Le plus célèbre d'entre eux est le cachot du Duc de Milan, Ludovic Sforza. Capturé par Louis XII, en 1500, l'ancien protecteur de Léonard de Vinci fut emprisonné durant 4 ans au donjon, dans le cachot qui porte son nom, à partir de 1504. Il y trouve la mort en 1508. Cette cellule laisse encore transparaître l'aspect artistique du personnage avec les fresques dont il recouvert une partie des murs de sa cellule. On peut encore y lire en partie sa célèbre maxime « Celui qui n'est pas content », peinte à même le mur.

### Autres édifices
La caponnière est une casemate située juste à l'est du donjon ; elle fut construite vers 1539 pendant les guerres de Religion, pour moderniser le château et défendre les fossés.
La partie sud des remparts constituée de trois tours en amande a été construite par Henri II d'Angleterre et son fils, Richard Cœur-de-Lion. C'est dans ces tours que furent enfermés certains Templiers[réf. nécessaire].

## Le logis royal
Les plus anciennes constructions remontent au XIVe siècle. Louis Ier d'Anjou, frère de Charles V, y fait construire un relais de chasse, censé attirer le roi dans des banquets fastueux au château. La construction s'étale dans les années 1370. Le roi Charles V n'y venant pas, le château sert peu jusqu'à l'arrivée de Charles VII, en Touraine, en 1418. Alors qu'il se construit au beau milieu de la guerre de Cent Ans, il ne s'agit pas d'un château fort, bien au contraire. Les vastes espaces qui le composent son inondés de lumière, grâce aux gigantesques fenêtres dans chaque pièce. Cette construction reste originale, notamment avec ses pignons à redent, typiques des Flandres de l'époque, mais très inhabituelles en Val de Loire. C'est un exemple encore bien préservé des grandes demeures flamboyantes construites par Charles V et ses frères à la fin du XIVe siècle.

### Charles VII à Loches
Charles VII, premier roi de France à résider en Val de Loire, s'y établit régulièrement, dès 1418. Il y séjourne souvent durant son règne (1422-1461). Sa cour demeure itinérante, et il réside aussi régulièrement à Chinon, Bourges, ou Mehun-sur-Yèvre. S'il s'y établit régulièrement, le roi y fait peu de modifications, si ce n'est quelques aménagements, dans la tour dite Agnès Sorel, notamment.
C'est à Loches que Charles VII rencontre Jeanne d'Arc, le 23 mai 1429 , dans la grande salle du château. Lors de cette rencontre, qui fait suite à la victoire d'Orléans (8 mai 1429), devant la cour et en présence des grands capitaines de l'armée, comme le Dunois, Gilles de Rais ou la Hire, Jeanne convainc le roi de rejoindre ses troupes pour le mener à Reims se faire sacrer. Elle défend cette position, de même que le confesseur du roi, Gérard Machet, alors que d'autres, comme le duc d'Alençon, préfèreraient continuer la lutte armée vers la Normandie. Le roi arbitre en faveur du couronnement. Le sacre a lieu le 17 juillet 1429, en présence de la Pucelle.
À partir de 1443, et jusqu'à sa mort en 1450, le logis de Loches est la résidence principale d'Agnès Sorel, maitresse du roi Charles VII. Elle n'en est pas propriétaire, le château appartenant au roi, mais en a l'usage, sur décision royale. Après son décès, en février 1450, son corps est rapatrié à Loches. Elle est enterrée à l'entrée du chœur de la collégiale Saint-Ours, à deux pas du logis royal.

### Anne de Bretagne et FrançoisIer
Le logis, déserté par Louis XI, est ensuite agrandi sur décision de Charles VIII, entre 1490 et 1500. Après son décès brutal, Louis XII reprend le chantier. Anne de Bretagne y vient jusqu'en 1510. La reine vient au moins huit fois avec Charles VIII, entre 1492 et 1498. La mort du roi, le 7 avril 1498 à Amboise, ne change pas le destin du lieu, puisque la reine Anne de Bretagne y vient et passe presque toute l'année 1500, en compagnie de Louis XII. Dans les première années du XVIe siècle ils font aménager l'aile de la reine, dans l'axe du logis de Louis d'Anjou, où le roi continue de résider. Cette aile, plus basse que la précédente, affiche encore moins d'éléments militaires à l'exception de la corniche. Sa dimension résidentielle est résolument affirmée.
Par la suite, et pour les dix années suivantes, il semble que la reine vienne seule, comme l'atteste la décoration de son oratoire. Après 1511, la santé déclinante de la reine ne lui permet plus de voyager. Elle réside à Blois, ou elle décède, en janvier 1514.
François Ier est le dernier roi à fréquenter les lieux. Il y réside à six reprises, de 1517 à 1544. Cependant, il n'engage pas de campagne de travaux pour moderniser le château, alors que son influence sur la ville, à travers l’hôtel de ville par exemple, est manifeste. Sa rencontre avec Charles Quint, empereur du Saint-Empire Romain Germanique, en décembre 1539 est le dernier grand évènement royal d'ampleur qui se déroule à Loches.

### Vie administrative du logis royal (1793-1955)
Le tribunal révolutionnaire de Loches, sous la Terreur, en 1793, y siège quelques mois durant, ce qui explique que le logis n'ait pas souffert de cette période.
À partir de 1801, la sous-préfecture de Loches s'installe dans le logis royal. Le tribunal siège dans la salle Jeanne d'Arc, jusqu'à la construction du palais de Justice en 1866. Dans le autres salles du château sont déployés les bureaux de la sous-préfecture. Cette administration se trouve, depuis 1948, rue du Docteur Martinais. Ce logis ouvre au public, après ce déménagement, en 1955. C'est durant cette longue période administrative que le tombeau d'Agnès Sorel a rejoint l'enceinte du château, d'abord au rez-de-chaussée de la tour qui porte son nom, puis à l'intérieur même du logis royal. Depuis 2005, il a retrouvé la collégiale Saint-Ours, dans le collatéral nord.

### Œuvres d'art
Le logis royal possède des copies de deux tableaux célèbres de Jean Fouquet : le portrait de Charles VII, ainsi que la Vierge de Melun, représentant sa maitresse Agnès Sorel. Les portraits de Charles VIII et d'Anne de Bretagne sont aussi présents.
Une collection de tapisseries, des XVIe et XVIIe siècles, est exposée, notamment une grande tapisserie nommée « Musica », montrant les différents instruments de musique existant à la Renaissance.
Une copie du procès de Jeanne d'Arc est présentée. Il s'agit d'une copie du XIXe siècle, de l'exemplaire conservé à la bibliothèque de l'Assemblée Nationale. Le logis royal possède aussi une très belle copie des Grandes Heures d'Anne de Bretagne. Le célèbre manuscrit de Jean Bourdichon est magnifiquement enluminé à chaque page.
La pièce majeure du château est l'oratoire d'Anne de Bretagne, petite chapelle privée de la reine, entièrement sculptée aux armes de la reine, avec un autel gothique flamboyant. Mouchetures d'hermine et cordelières de Bretagne recouvrent les murs de cet écrin où la Duchesse et Reine se recueillait régulièrement.

## Expositions temporaires
- "Le Moyen-Âge, le vrai du faux", du 6 mai au 1er octobre 2017. Exposition autour des idées reçues du Moyen-Âge.
- "Le Chevalier dans tous ses états", du 5 mai au 31 octobre 2016.
- "Le Roi et l'Empereur", du 18 avril au 30 septembre 2015. Exposition autour de la rencontre historique entre François Ier et Charles Quint, à Loches, en 1539.
- "Sculptures en Touraine, promenade autour de cent œuvres", du 25 octobre 2014 au 15 mars 2015.
- "Costumer l'histoire", du 05 avril au 21 septembre 2014. 106 costumes de scènes, opéra, cinéma et théâtre, dont ceux de la "Re ine Margot".
- "Héroïnes", du 26 novembre 2011 au 11 mars 2012. Photographies et peintures de Titouan Lamazou.

## Lieu de tournage
En 2015, une équipe de l'émission Secrets d'Histoire a tourné plusieurs séquences dans la cité dans le cadre d'un numéro consacré à Jeanne d'Arc, intitulé Jeanne d'Arc, au nom de Dieu, diffusé le 22 septembre 2015 sur France 2.

## Illustrations

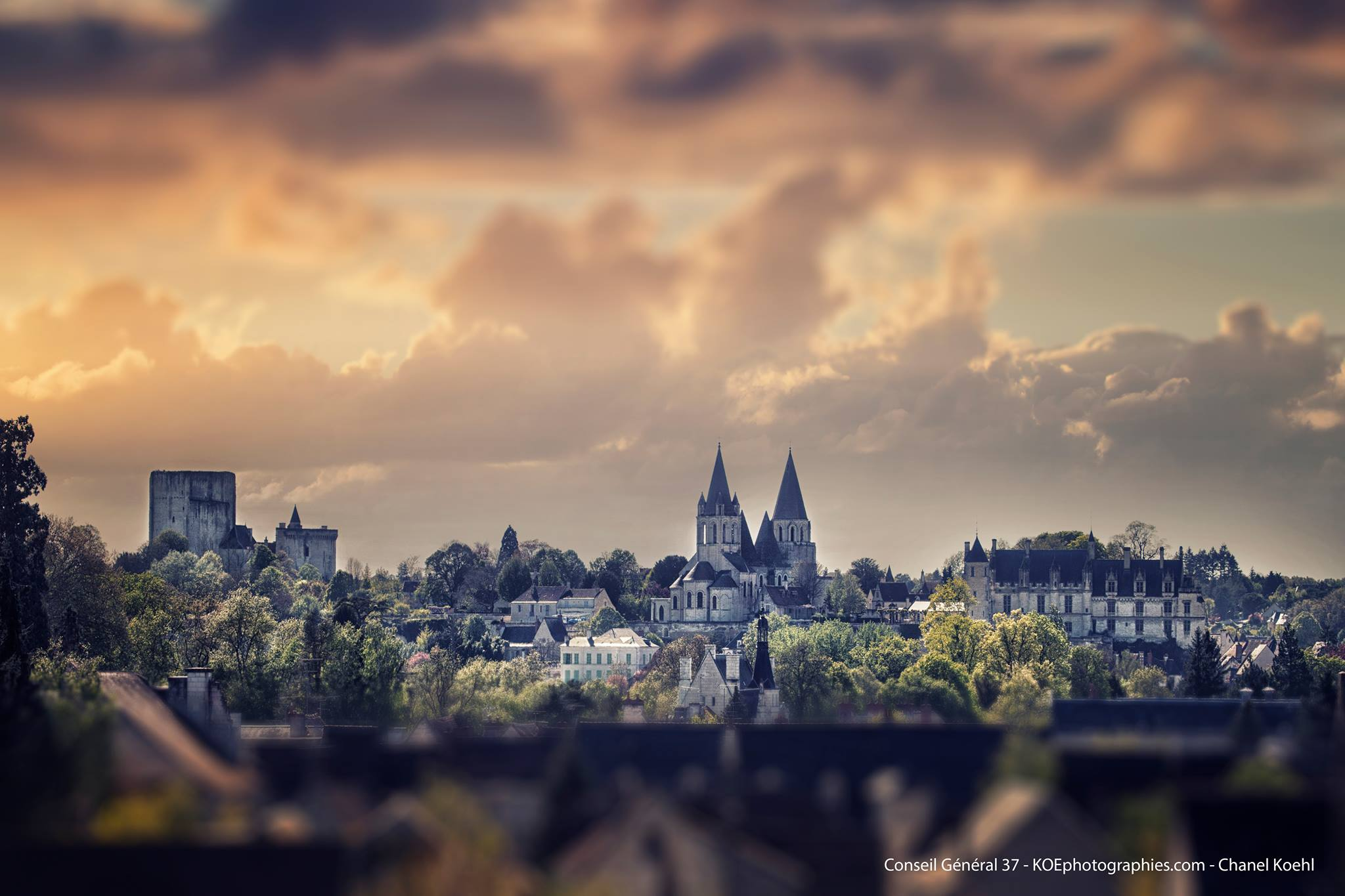
Vue générale de la Cité Royale
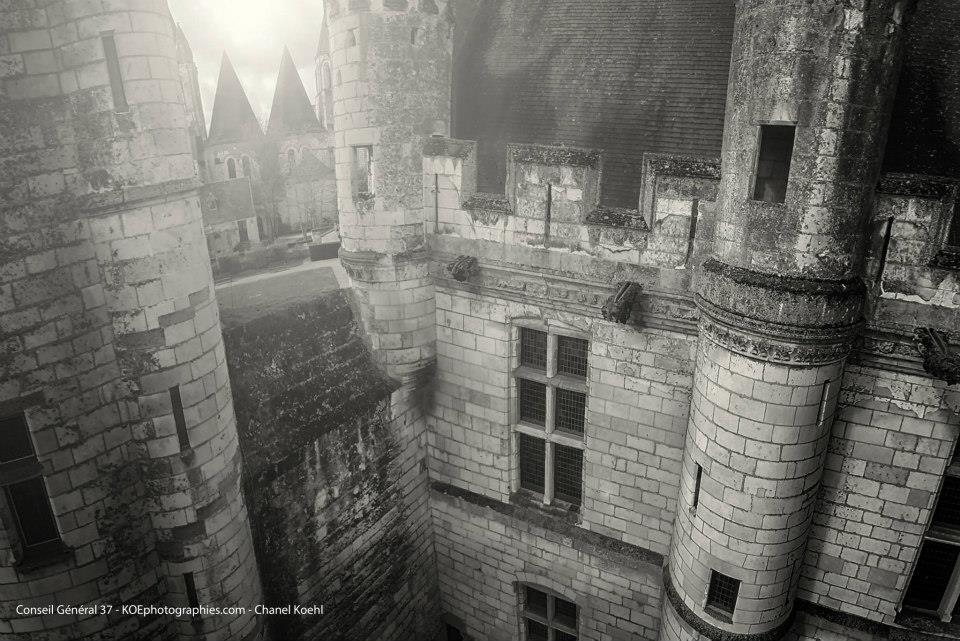
Façade est du logis royal
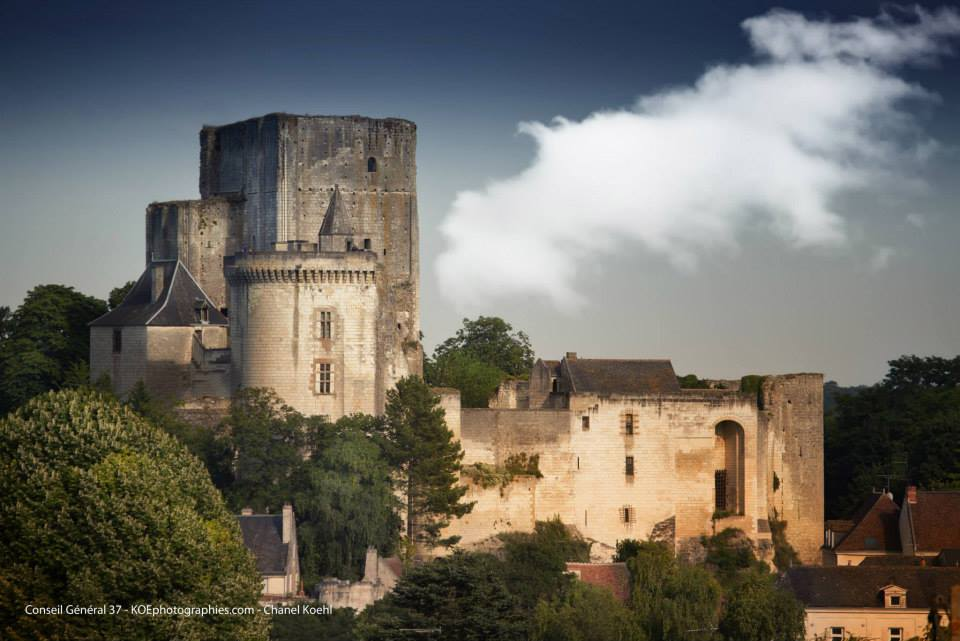
Donjon de Loches